# Tango Bar
Tango Bar é um filme de 2024 da diretora venezuelana Gibelys Coronado, baseado no romance homônimo de Francisco Villarroel, com fotografia de César Bolívar.
O filme estreou na cerimônia de encerramento do 10º Festival Internacional de Cinema do Rajastão, em 31 de janeiro de 2024, no The Gem Cinema, MI Road, Jaipur, Rajasthan, Índia, onde ganhou o prêmio de Melhor Filme. O filme teve sua estreia nos cinemas da Venezuela em 7 de março de 2024.
Em sua turnê de eventos internacionais, o filme participou do 7º Festival Internacional de Cinema de Santander (SANFICI) e na 28ª edição do Festival Régional et International du Cine de Guadalupe (FEMI).

## Sinopse
Maria, uma jovem que queria se tornar modelo, é enganada a viajar para o exterior, acreditando que vai realizar seu sonho de fama internacional, quando chega ao país de destino, percebe que foi traficada para fins de exploração sexual. No Tango Bar, o dono do bordel Rubén a subjuga violentamente, mas María nunca abandona seu desejo de recuperar sua liberdade.

## Elenco
- América Zerpa como María e Malena
- Ramón Roá como Rubén
- Francisco Villarroel como Edmundo
- Jeska Lee Ruiz como Pechugona
- Amneris Treco como Gringa
- Ana Sofía Rodríguez como Cartagena
- Juliana Cuervos como Amapola
- Yeimmy Rodríguez como Azavache
- Henry Soto como Magistrado
- Carlos González como Cliente